# Benedikt (ort)
Benedikt är ett samhälle och en kommun belägen i nordöstra Slovenien.
Det finns 2 577 invånare i kommunen Benedikt och 1 093 invånare i samhället med samma namn
 (2019).

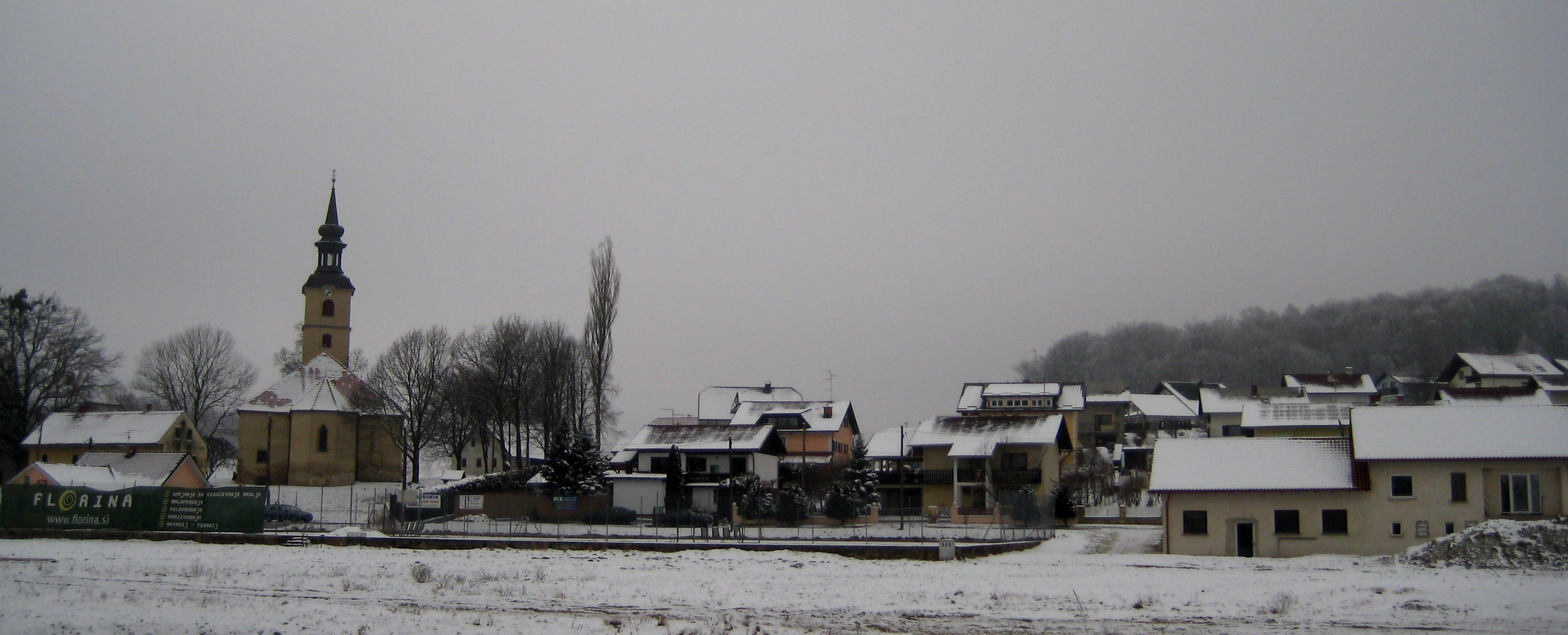
Benedikt, 2007

Samhället hette tidigare Sveti Benedikt v Slovenskih Goricah  (Saint Benedict i de slovenska backarna) och fick sitt nuvarande namn år 2003.I närheten av Benedikt fann man, år 1811, 26 bronshjälmar från omkring 400 f.Kr. bland annat den så kallade 
Negauhjälmen.